# آنتونینو داگوستینو
آنتونینو داگوستینو (انگلیسی: Antonino D'Agostino؛ زادهٔ ۸ اکتبر ۱۹۷۸) بازیکن فوتبال اهل ایتالیا است.
از باشگاه‌هایی که در آن بازی کرده‌است می‌توان به باشگاه فوتبال آسکولی، باشگاه فوتبال پارما، باشگاه فوتبال کالیاری، باشگاه فوتبال آتالانتا، و باشگاه فوتبال پرو ورچلی اشاره کرد.